# Oklevél

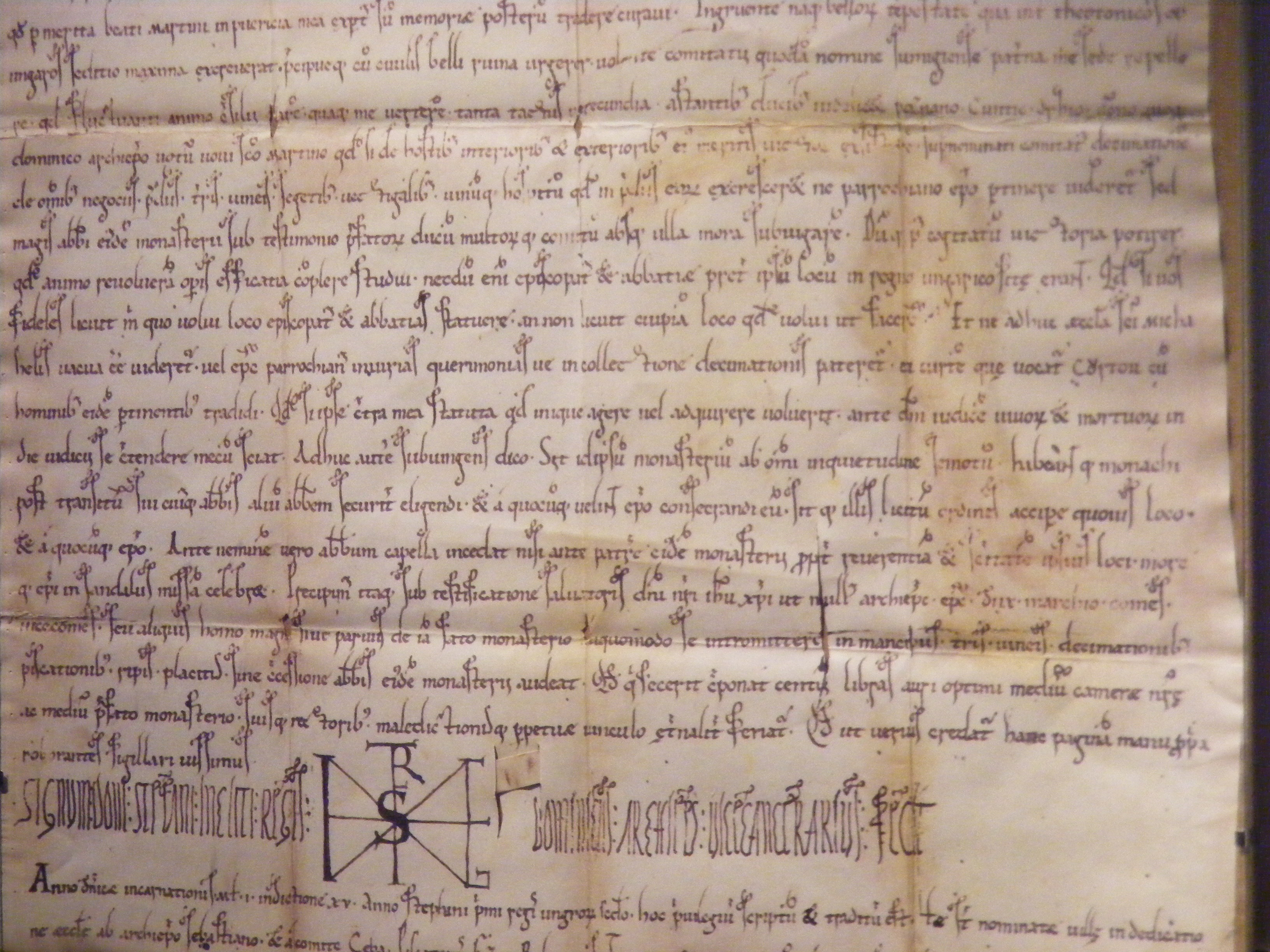
A pannonhalmi alapító oklevél

Az oklevél meghatározott külső és belső formáknak megfelelően szerkesztett, önmagában álló, befejezett, lezárt irat, amely valamilyen jogi tényt nyilvánít ki és annak bizonyítására szolgál. Az oklevelet a pecsét hitelesíti. Az oklevelek 1526 előtt keletkeztek, az ugyanilyen típusú későbbi dokumentumok az iratok csoportjába tartoznak. A középkori források közül a legmegbízhatóbbak, mivel a leginkább tükrözik a valóságot. Típusok: 
- alapító oklevél,
- adománylevél,
- ítéletlevél,
- adásvételi szerződés,
- gazdasági összeírások.

## Az oklevél külső ismertetőjegyei
Csak az eredeti oklevél fennmaradásának esetén tanulmányozhatóak a külső ismertetőjegyek (az oklevél anyaga, alakja, szövegképe, írása, megerősítésének módja).
Anyaga: 
- papirusz – Nílus-parti papiruszsás;
- pergamen vagy íróhártya – juh- vagy borjúbőrből készült;
- rongypapír – kender- vagy lenszövet.

Alakja:
- téglalap – álló vagy fekvő formátum;
- nagysága – változó, a szöveg terjedelme határozza meg.

Szövegképe: 
- betűk – általában azonos betűtípus;
- grafikus szimbólumok – pl. Krisztus-jelképek;
- díszítő elemek – pl. iniciálé;
- kancelláriai jegyzetek.

Megerősítésének módja: 
- chirographálás: félbevágott, díszített betűk vagy kettémetszett grafikus szimbólumok;
- pecsételés: a privilégiumon függőpecsét található;
- együtt a két eljárás.

## Az oklevél belső ismertetőjegyei

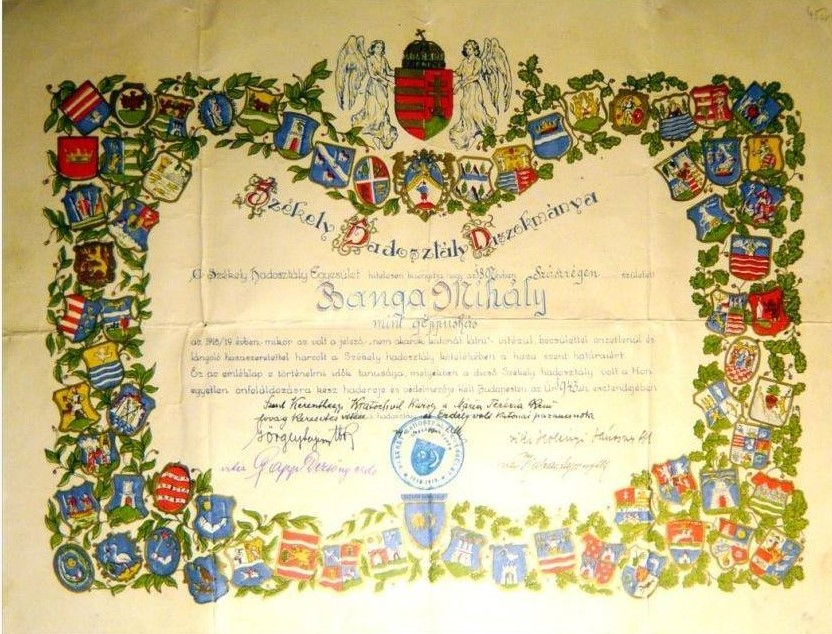
Székely Hadosztály Egyesület Díszokmánya

A külső jegyekkel szemben ezek minden oklevélen tanulmányozhatóak, akár eredeti, akár másolt példányokról van szó. Tartalmazza: a szöveg felépítését, nyelvét és stílusát. Ideális esetben 3 részből áll: bevezetés (protocollum), tárgyalás (contextus) és befejezés (eschatocollum).
Bevezetés:
- invocatio (fohász) – a szerző segítségül hívja Istent, Jézust vagy a Szentháromságot;
- intitulatio (megnevezés) – az oklevéladó nevének és címének közlése;
- inscriptio (címzés) – kihez szól az oklevél, ez lehet általános, kollektív vagy személyes;
- salutatio (üdvözlés) – az oklevél olvasójának üdvözlése, pl. salutem in omnium Salvatore.

Tárgyalás:
- arenga – lényege az írásba foglalás, illetve az oklevélben szereplő jogi tény elvi megalapozása. Oklevéltől függ az arenga típusa: szolga felszabadításakor szól az emberi szabadság eredetéről; a végrendeletkor a földi élet és a túlvilági boldogság összefüggéseiről; az írásbeliség funkciója a véges emlékezettel szemben stb.;
- promulgatio (közzététel) – akinek a tudomására kívánják hozni az oklevél tartalmát;
- narratio (elbeszélés) – azokat az előzményeket, körülményeket foglalja magában, amelyek a jogi tény létrejöttéhez vezettek; a királyi adománylevelek összefoglalják azokat a tetteket, szolgálatokat, erényeket, amelyek a királyi jutalmazást kiváltották; kiegészítik a szegényes magyarországi krónikairodalmat, a középkori krónikások is forrásként használták;
- dispositio (rendelkezés) – rögzíti a jogi tényt (pl. adománylevél, nemesítő oklevél stb.);
- sanctio (büntetés) – azt fogalmazza meg, mi vár arra, aki az oklevél rendelkezéseit nem tartja be;
- corroboratio (megerősítés) – a hitelezés eszközéről, módjáról tájékoztat.

Befejezés: 
- subscriptio (aláírás) – az oklevéladó személy, tanúk, kancelláriai személy aláírása;
- datatio (keltezés) – néha az oklevélben szereplő cselekmény idejét közli; pápai mintára, a 13. század elejétől állandósul az uralkodói év is (annus regni).

A formuláskönyvek használata az oklevélírókat „elkényelmesítette”, egyéniségük az arengában, a narratióban és a dispositióban bontakozhatott ki. A középlatin nyelv stílusát a rímes, majd ritmikus próza jellemezte.

## Fontosságuk történeti szempontból
Primer források, amelyek az eseményekkel szinte egy időben, szinkronban keletkeztek, torzító szempontokkal nem kell számolni velük kapcsolatban, a valóság viszonyai tükröződnek rajtuk, és a hétköznapi ismeretek viszonyaiba nyújt bepillantást, mivel céljuk a jogtisztaság elérése volt. Általuk a hétköznapi élet rendkívül sok vetülete bekerülhet az oklevelekbe (pl.: kortörténeti események, jogtörténet, gazdaságtörténet). Magyarországon a fennmaradt forrásokon belül képviselt aránya óriási: Szent István (1001–1038) korában 10 db, III. Béla (1172–1196) koráig 200 db, Mohácsig (1526) kb. 200 000 db. Az első magyarországi oklevél tudomásunk szerint a Pannonhalmi alapítólevél (1001), az első eredetiben ránk maradt oklevél a Tihanyi alapítólevél (1055). Az oklevelek jogi és történeti értelmezésben is különböznek az okiratoktól.
Középkori elnevezései:
- litterae (betűk halmaza);
- oklevél (XIV. században használják először Magyarországon, az Érdi kódexben);
- charta (az irat anyagára, a pergamenre utal, Magyarországon hártyának nevezték);
- membrana (lemez, szintén a pergamenre vonatkozik);
- bulla (fémpecséttel ellátott irat).

## Fontosabb magyar oklevéltárak
- Czinár–Fejér: Magyarország okmánytára betűrendes tárgymutatóval. Budapest, 1866.
- Gombos: Catalogus fontium hist. hungaricae. Budapest, 1937-38.
- Magyar Történelmi Emlékek. Monumenta Hungariae historica - sorozat
- Magyar Történelmi Okmánytár - sorozat
- Erdélyi okmánytár - sorozat
- Benda: Moldvai magyar-csángó okmánytár. Budapest, 1989.
- Collectio Diplomatica Hungarica. A középkori Magyarország digitális levéltára. Arcanum kiadó
- A középkori Magyarország levéltári forrásai. 1-2. Arcanum kiadó
- Magyarország középkori digitális okmánytára 1.0. Arcanum kiadó
- Erdélyi királyi könyvek I-III.
- Árpád-kori Új Okmánytár.
- Az Árpád-házi királyok okleveleinek kritikai jegyzéke - Regesta regum stirpis Arpadianae critico diplomatica; szerkesztette Szentpétery Imre
  - I. kötet 1001-1270: 1. füzet, 1923, 2. füzet, 1927, 3. füzet, 1930
  - II. kötet 1. füzet 1255-1272, 1943
  - II. kötet 2-3. füzet 1272-1290; Szentpétery Imre kéziratának felhasználásával szerkesztette Borsa Ivá; Magyar Országos Levéltár kiadványai, II. Forráskiadványok 9. Budapest, 1961
  - II. kötet 4. füzet 1290-1301; Szentpétery Imre kéziratának felhasználásával szerkesztette Borsa Iván; Magyar Országos Levéltár kiadványai, II. Forráskiadványok 13. Budapest, 1987
- Georgius Györffy: Diplomata Hungariae antiquissima;  In aedibus Academiae Scientiarum Hungaricae Budapestini MCMXCII, 544 + 6 hasonmás-tábla, latin nyelvű kötet; az 1000 és 1131 közötti időszakból az akkori Magyarországra vonatkozóan reánk maradt 157 oklevélszöveget közli. Ezek sorát a Függelék 7 olyan szöveggel egészíti ki, amelyek magyarországi vonatkozása vitatható, noha a korábbi kutatás ilyenekként használta fel őket, továbbá 8 olyan oklevél regesztájával, amelyeket 1526 után hamisítottak.
- Georgius Györffy: Chartae antiquissimae Hungariae ah anno 1001 usque ad annum 1196. Budapest 1994. Műbőr mappa 50 hasonmás-lappal (az első 50 db, eredetiben fennmaradt oklevél ff, mérethű hasonmása) + 95 lap szövegátírás (latin)
- Györffy György: Árpád-kori oklevelek; A kötet az első 50 eredetiben fennmaradt oklevél latin nyelvű átirata mellett a legfontosabb oklevelek teljes magyar fordítását, a többinek pedig tartalmi kivonatát közli, illetve tartalmazza Györffy György magyar nyelvű tanulmányát is.
- Anjou-kori oklevéltár. Documenta res Hungaricas tempore regum Andegavensium illustrantia. Bp.-Szeged, 1990-.; E sorozat köteteiben mindazon levéltári források helyet kapnak, amelyek 1301. január 1. és 1387. március 30. között keletkeztek, s az Anjou-kori Magyarország területére vonatkoznak. A kötetek minden egyes okmányt közölnek - jobbára regeszta formájában -, függetlenül attól, hogy már megjelent nyomtatásban vagy sem. A regeszták nyelve magyar, bizonyos szakkifejezések és a keltezésre vonatkozó rész az irat eredeti nyelvén szerepelnek. A regeszták az oklevél minden egyes személy- és helynevét tartalmazzák, amennyiben azoknak magyarországi vonatkozásuk van. A kötetek mindegyikét mutató zárja. Első és további kötetei itt.
- Zsigmondkori oklevéltár. I. (1387-1399) Összeáll.: Mályusz Elemér. Bp., 1951.; II/1. (1400-1406) Bp., 1956.; II/2. (1407-1410) Bp., 1958.; III. (1411-1412). Mályusz Elemér kéziratát kiegészítette és szerkesztette: Borsa Iván. Bp., 1993.; IV. (1413-1414) Bp., 1994.; V. (1415-1416) Bp., 1998.; VI. (1417-1418) Bp., 1999.; VII. (1419-1420.) Bp., 2001; Borsa Iván-C. Tóth Norbert: VIII. (1421.) Bp., 2003.; IX. (1422.) Bp., 2004; C. Tóth Norbert: X. (1423.) Bp., 2007.; Neumann Tibor-C. Tóth Norbert: XI. (1424.) Bp., 2009.; C. Tóth Norbert-Lakatos Bálint: XII (1425) Bp., 2013